# Pantheon
Pantheon – graficzne środowisko użytkownika dla systemu GNU/Linux. Bazuje na bibliotekach graficznych GTK+ oraz jest forkiem innego środowiska graficznego GNOME. Pantheon to graficzne środowisko, które jest bardzo podobne do tego z systemu operacyjnego OS X. Pantheon jest podstawowym środowiskiem graficznym używanym w dystrybucji Linuksa Elementary OS.
Środowisko graficzne Pantheon składa się między innymi z: Pantheon Greeter będącego ekranem logowania bazującym na lightdm, menedżera okien bazującego na Mutter (vala/gtk3), WingPanel, Slingshot - monu, które prezentuje aplikacje Plank - dock, oraz z panelu u dołu pulpitu z ikonami do najczęściej uruchamianych programów.